# Красненькое кладбище

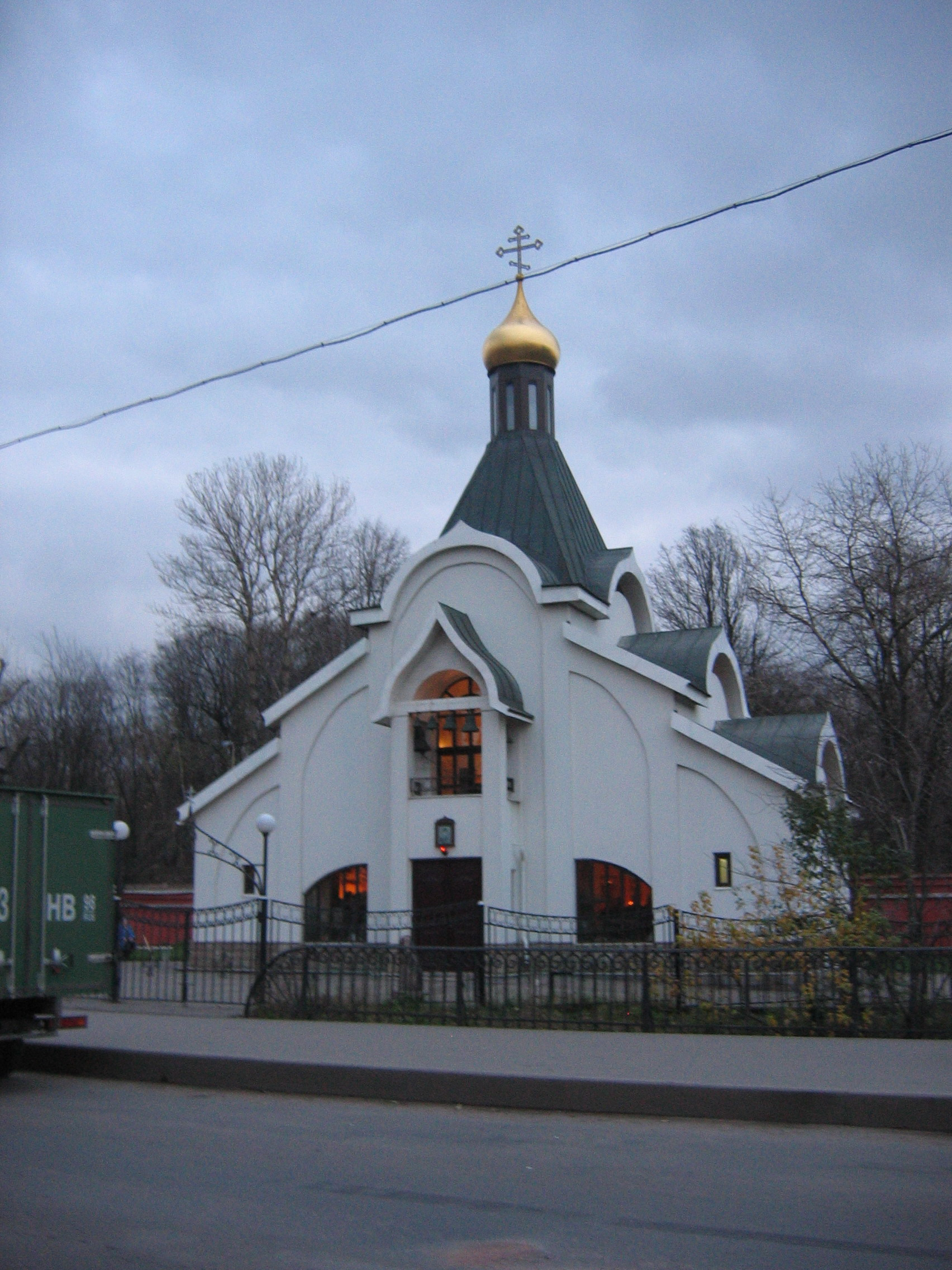
Казанская церковь

Кра́сненькое кла́дбище — кладбище в Кировском районе Санкт-Петербурга. Располагается южнее улицы Червонного Казачества и восточнее проспекта Стачек. Через кладбище протекает речка Красненькая, благодаря которой оно и получило своё название. Занимает площадь около 30 гектаров.

## История
Кладбище было основано в 1776 году (по другим данным в 1757 году) на берегу Красненькой речки по инициативе прихожан церкви св. Петра Митрополита, располагающейся в деревне Ульянке. К этой церкви кладбище и было приписано вплоть до постройки на его территории Казанской церкви в 1901 году. Хоронили на кладбище жителей близ расположенных поселений, таких как деревни Автово и Ульянка. В 1776 году на кладбище была выстроена деревянная Казанская часовня.
7 ноября 1824 года в Петербурге случилось наводнение, в результате которого были практически полностью разрушены деревни Автово и Емельяновка. Кроме того, водой было разрушено значительное количество рабочих бараков, в которых проживали рабочие Чугунолитейного завода, в результате чего погибло 152 человека. Они все были похоронены в братской могиле на территории Красненького кладбища. Могильная плита с памятной надписью о событиях того года сохранилась до сих пор.
В течение XIX и XX веков кладбище использовалось как общегородское, там хоронили жителей окрестных районов развивающегося города. Значительную массу составляли рабочие Путиловского (Кировского) завода и члены их семей.
8 июля 1901 года по проекту Н. В. Васильева заложили церковь Божией Матери Казанской. 9 декабря 1901 года храм был освящён епископом Нарвским Никоном.
С конца 1936 года до ареста 25 августа 1937 года в этой церкви служил священномученик протоиерей Карп Эльб (расстрелян 24 сентября 1937 года, канонизирован 22 февраля 2001 года).
В 1939 году (или в марте 1941 года) пожар уничтожил Казанскую церковь.
Во время Великой Отечественной войны район оказался в прифронтовой зоне. В память об этом остались ДОТ у входа на кладбище, а также памятник танку КВ-85, располагающийся на проспекте Стачек. Как и другие кладбища города, Красненькое активно использовалось для массового захоронения солдат, погибших в боях при обороне Ленинграда, и простых жителей города, не сумевших пережить блокаду. В годы войны братская могила была устроена на месте сгоревшей Казанской церкви.
На Красненьком кладбище захоронены более 100 военнослужащих 28 отдельной штрафной роты, 28 отдельного штрафного батальона (Ленинградского фронта, 42 армии), 14 отдельного штрафного батальона, погибших в декабре 1942 г. — июле 1943 г. В списках захоронения указаны имена только примерно половины этих военнослужащих.
С 1961 года кладбище считается полузакрытым.
В 1961 году (после смерти поэта Р. Ч. Мандельштама) несколько месяцев, ночуя в кладбищенских склепах, здесь сознательно вели бродячий образ жизни художники А. Арефьев и В. Шагин.
21 июня 2000 было заложено здание новой церкви.
В конце 2000 года церковь — во имя Казанской иконы открылась для прихожан. (проспект Стачек, д. 98/2).
Она возведена из пенобетона и освящена в феврале 2001 года.

## Культурное наследие РФ
- Красненькое кладбище — 7801884000,
- Павильон — 7801884001,
- Павильон — 7801884002,
- Ограда с пилонами ворот — 7801884003,

Памятники архитектуры. Категория охраны: Региональная. Вид документа о постановке на гос. охрану: Решение Ленгорисполкома от 16.07.1990 № 608,
- Красненькое кладбище (историческое ядро 1776 г.) — 7802180000

Памятники архитектуры. Категория охраны: Региональная. Вид документа о постановке на гос. охрану: Распоряжение мэра от 30.01.1992 № 110-р,
- Братские могилы солдат.

27.01.2018 вандалы повредили более 30 могил.

## Галерея

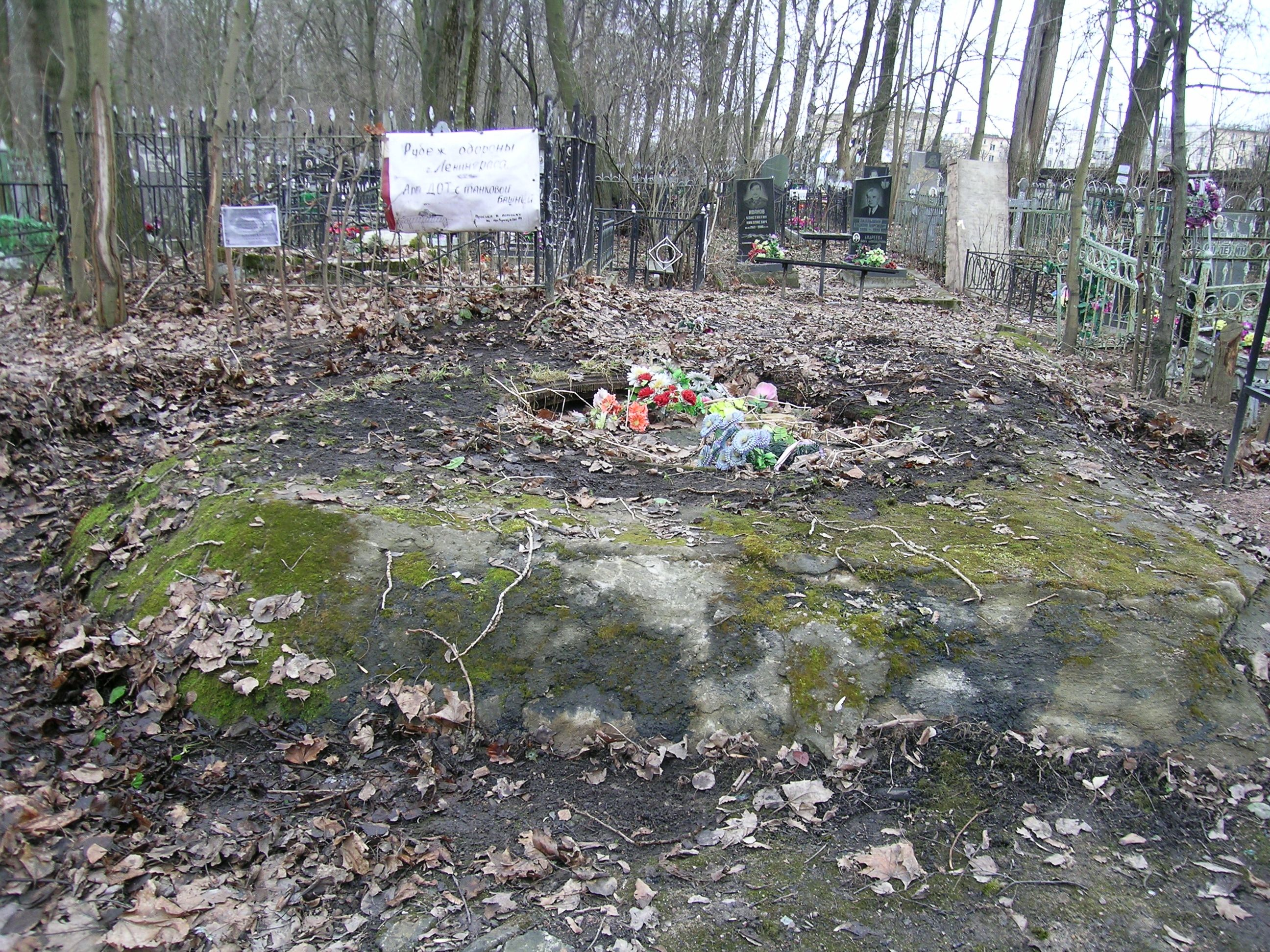
Оборонительный рубеж «Ижора» ДОТ-КВ № 126 рубежа «Ижора». 1943 г. Объект культурного наследия регионального значения.
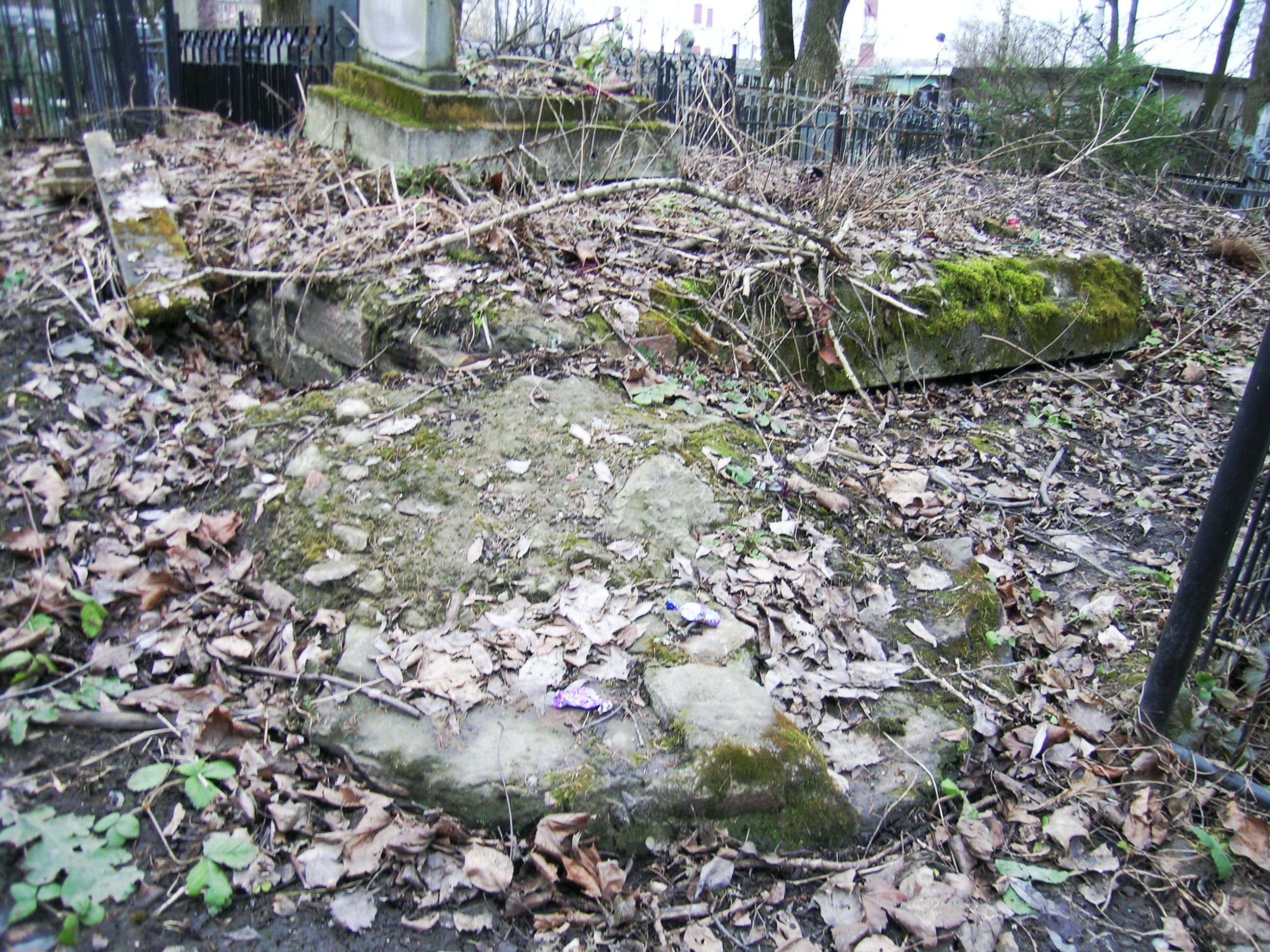
Оборонительный рубеж «Ижора» ДОТ-А-10 рубежа «Ижора». 1943 г. Направления стрельбы — 180.
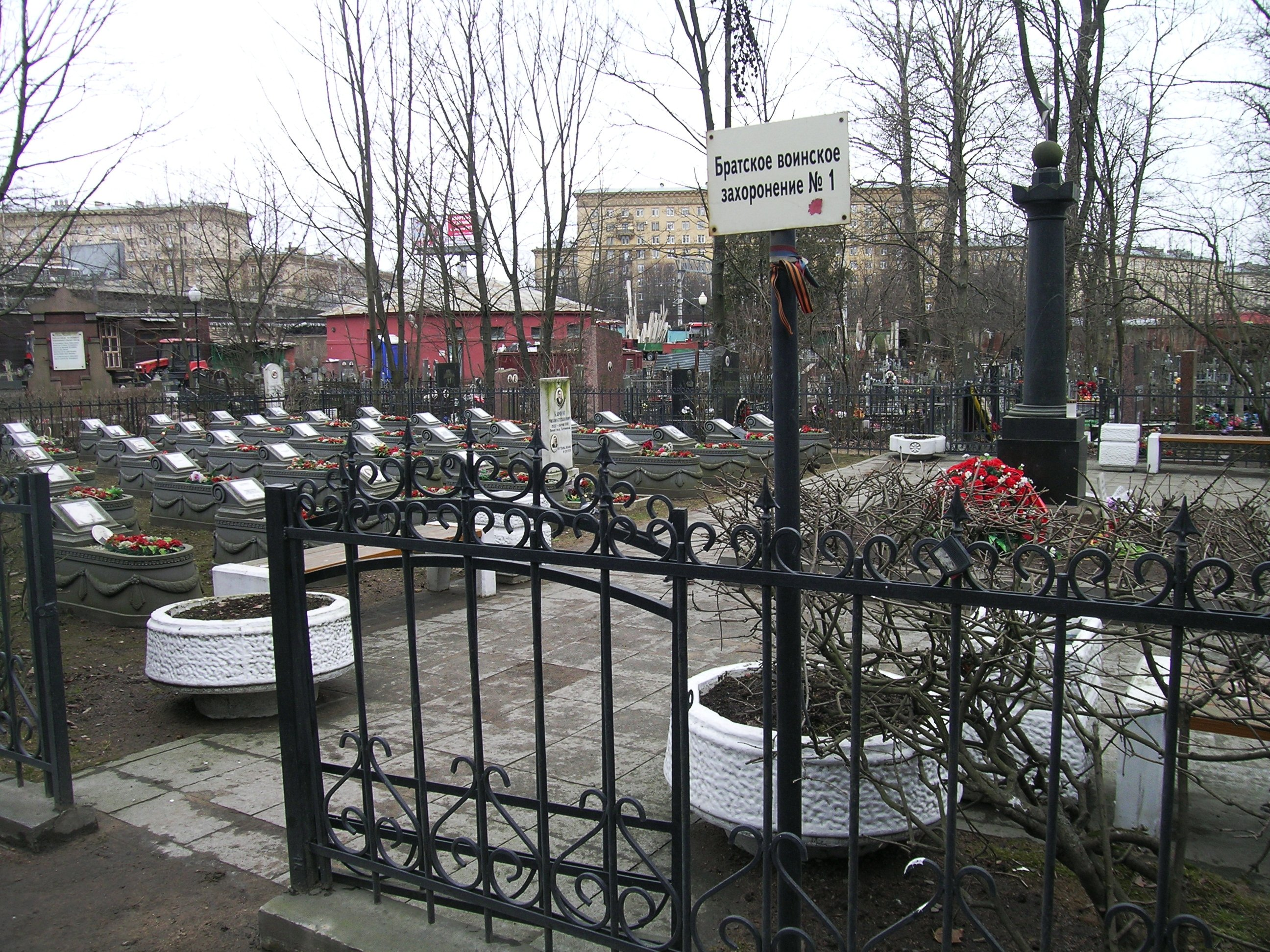
Братское воинское захоронение № 1 на Красненьком кладбище
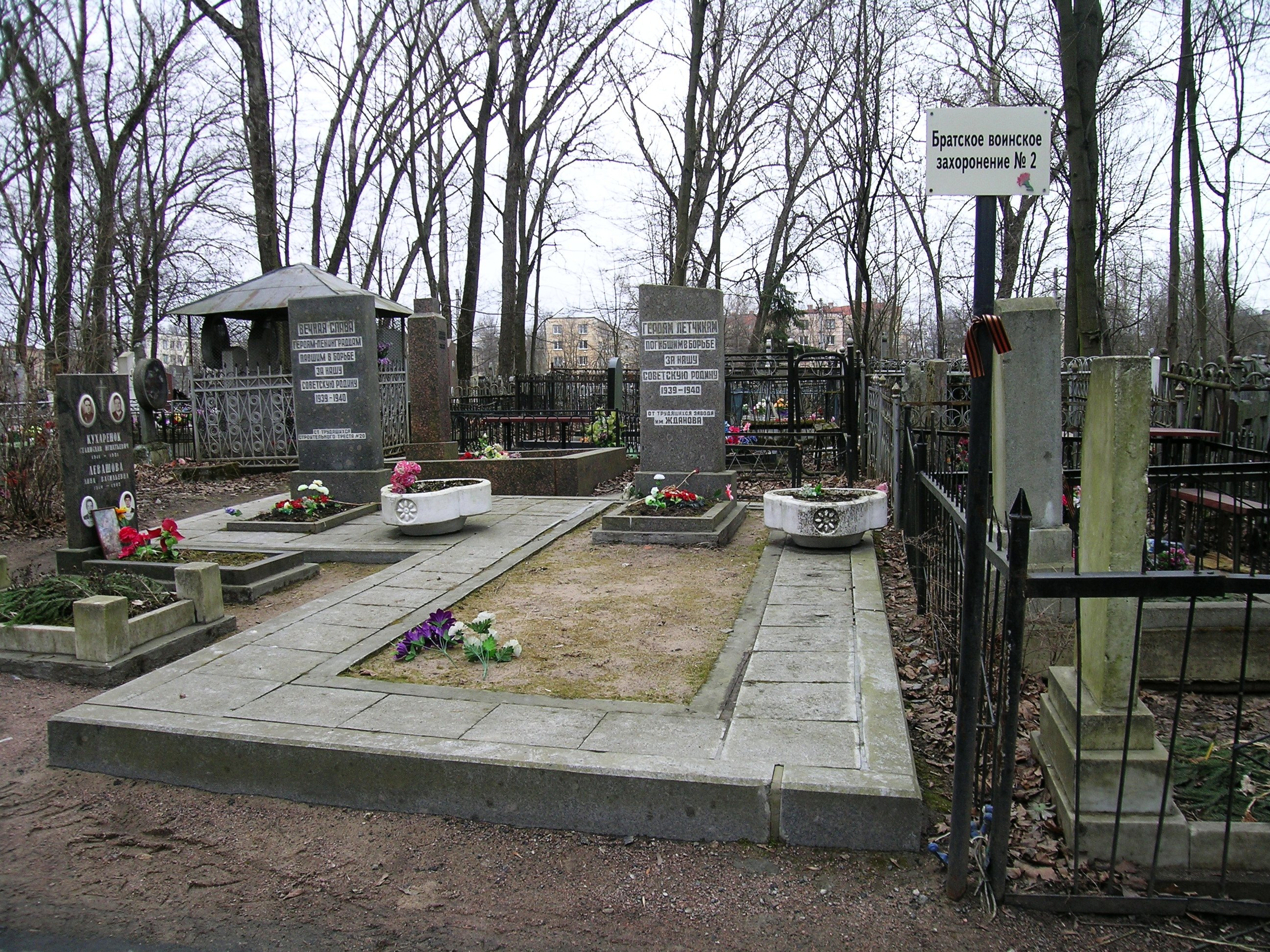
Братское воинское захоронение № 2 на Красненьком кладбище
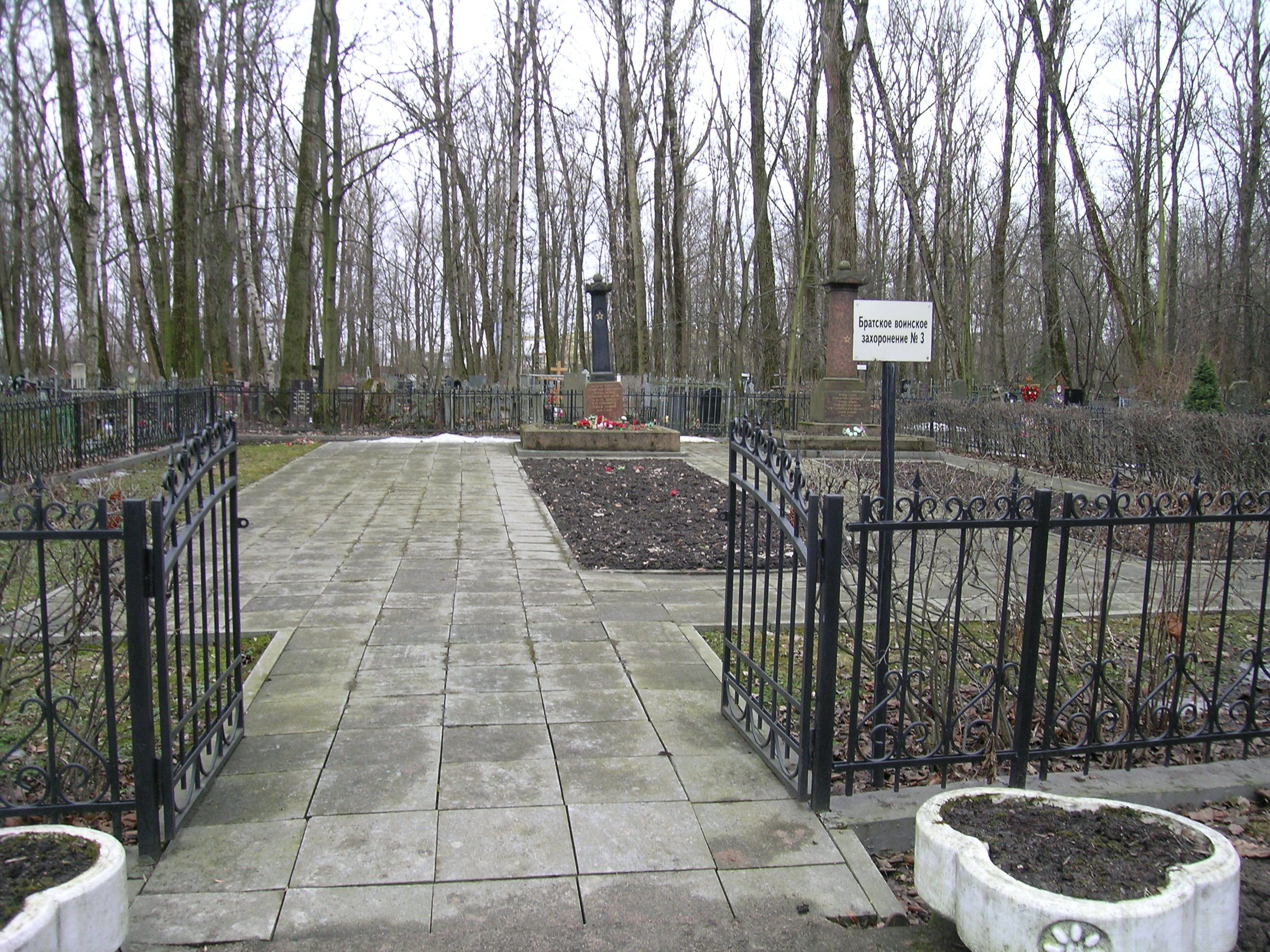
Братское воинское захоронение № 3 на Красненьком кладбище
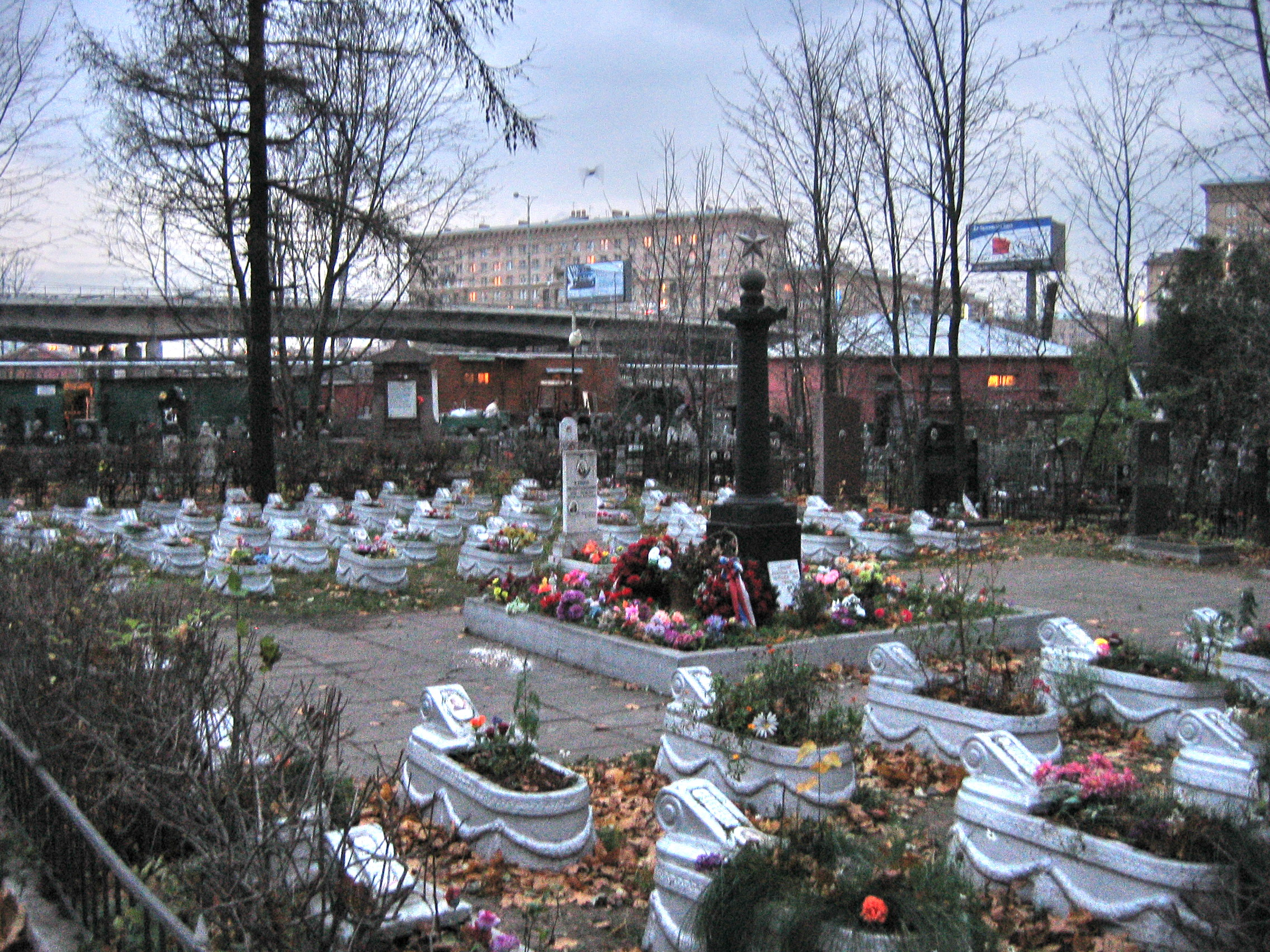
Братские могилы солдат
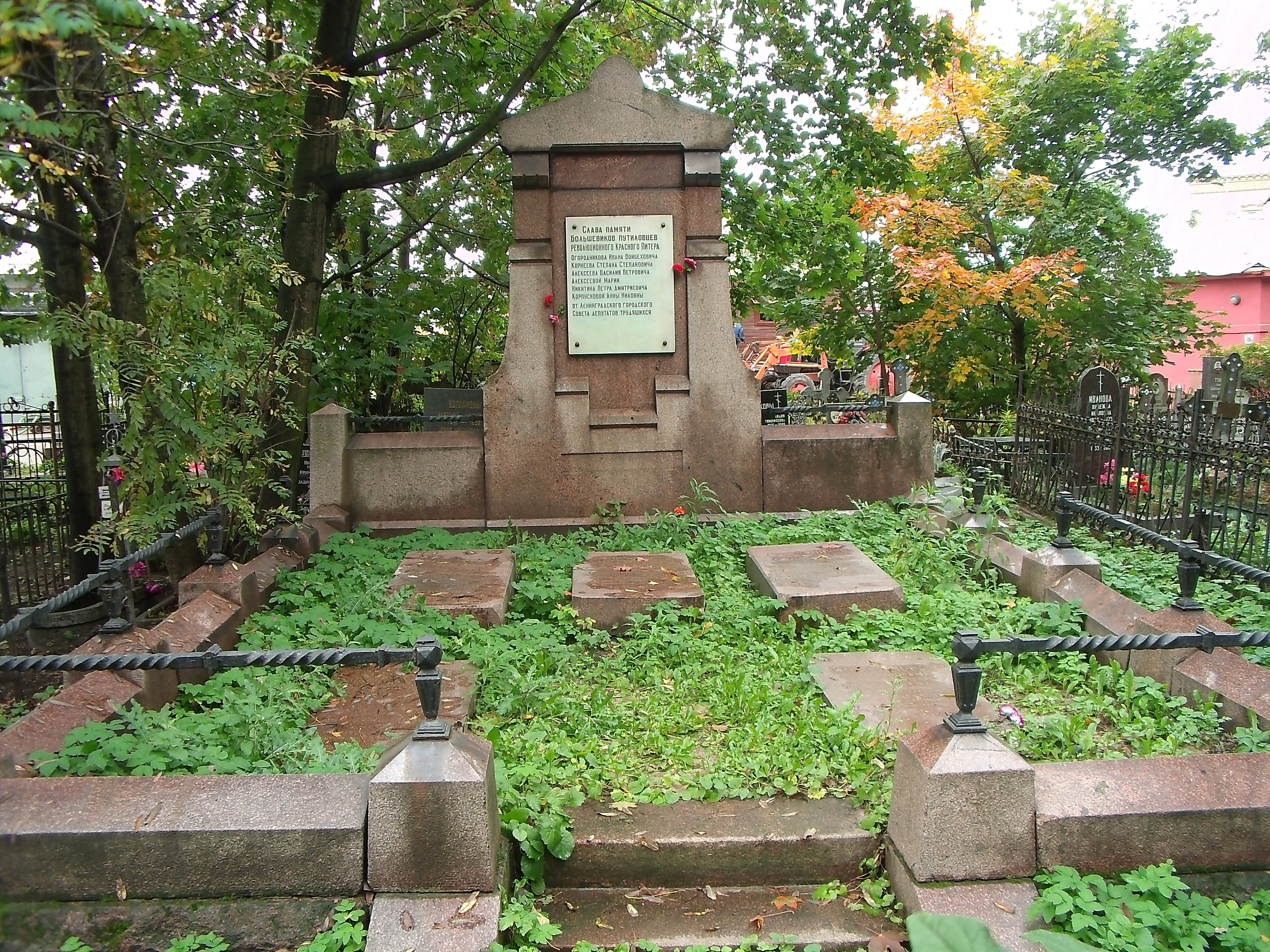
Братская могила большевиков-путиловцев В. П. Алексеева, С. С. Корнеева, И. В. Огородникова